# Zweden op het Eurovisiesongfestival 2019
Zweden nam deel aan het Eurovisiesongfestival 2019, in Tel Aviv, Israël. Het was de 59ste deelname van het land aan het Eurovisiesongfestival. Sveriges Television (SVT) was verantwoordelijk voor de Zweedse bijdrage voor de editie van 2019.

## Selectieprocedure

### Format
De Zweedse bijdrage voor het Eurovisiesongfestival 2019 werd naar jaarlijkse traditie gekozen via Melodifestivalen, dat aan zijn 58ste editie toe was. Enkel de eerste Zweedse bijdrage voor het festival, in 1958, werd niet via de liedjeswedstrijd verkozen. SVT gebruikte dit jaar een aangepast format om de winnaar van Melodifestivalen te bepalen. Net als de voorgaande jaren werden 28 nummers vertolkt in vier halve finales (deltävlingar), maar in plaats van het totaal aantal stemmen was in 2019 aantal punten doorslaggevend voor de rangschikking. Het publiek kon stemmen via televoting of middels de app van Melodifestivalen. De stemmers die gebruikmaakten van de app waren verdeeld in zeven leeftijdscategorieën, die elk 12, 10, 8, 6, 4, 2 en 1 punt uitdeelden op basis van het aantal stemmen. De stemmen die binnenkwamen bij de televoting telden mee als de achtste stemgroep.
Het aantal liedjes dat zich uit elke halve finale kwalificeerde bleef hetzelfde als de voorgaande jaren: na een eerste stemronde gingen de vijf met de meeste punten door naar de tweede stemronde, zonder daarbij hun stemmen uit die ronde te verliezen. Na de tweede stemronde plaatste de nummers 1 en 2 zich voor de finale; de nummers 3 en 4 gingen naar de tweedekansronde (andra chansen) en de nummer 5 was - net als de nummers 6 en 7 die eerder afvielen - uitgeschakeld. In de tweedekansronde namen de acht kandidaten het tegen elkaar op in duels. Elke stemgroep had hier één punt te verdelen en de kandidaat met de meeste punten ging ook naar de finale. In de finale werden de internationale vakjury's geïntroduceerd, die 50% van de stemmen bepaalden. De rest werd bepaald door het publiek. De puntentelling in de finale was anders dan in de halve finales: elke stemgroep gaf hier punten aan de top-tien op de traditionele Eurovisiemanier. Omdat er acht stemgroepen waren, werd het aantal internationale vakjury's ook gereduceerd tot acht (in de voorgaande jaren waren dat er nog elf).
Geïnteresseerden kregen van 31 augustus tot 17 september 2018 de tijd om een nummer in te zenden. SVT ontving in totaal 2.295 nummers, het laagste aantal sinds 2015. Veertien artiesten werden uit deze open selectieprocedure geselecteerd, aangevuld met dertien artiesten die op uitnodiging deelnamen, en een van de finalisten van de muziekcompetitie P4 Nästa, zijnde The Lovers Of Valdaro.

### Presentatoren en locaties
De 58e editie van Melodifestivalen werd gepresenteerd door Kodjo Akolor, Marika Carlsson, Sarah Dawn Finer en Eric Saade. Voor Sarah Dawn Finer was het de derde keer dat ze Melodifestivalen co-presenteerde, na 2012 (alle uitzendingen) en 2016 (enkel de vierde halve finale). De overige drie presentatoren namen de presentatieklus voor het eerst op zich.
Het was de achttiende editie van Melodifestivalen sinds er geopteerd werd voor een nationale preselectie die over meerdere halve finales, een tweedekansronde en een grote finale loopt. Zoals steeds werd elke show in een andere stad georganiseerd. De finale werd traditiegetrouw gehouden in hoofdstad Stockholm, en voor de zevende keer op rij was de locatie de Friends Arena, een voetbalstadion dat tijdens de finale plaats bood aan maar liefst 27.000 toeschouwers.

### Schema
| Datum            | Stad              | Plaats                        | Ronde               |
| ---------------- | ----------------- | ----------------------------- | ------------------- |
| 2 februari 2019  | Göteborg          | Scandinavium                  | Eerste halve finale |
| 9 februari 2019  | Malmö             | Malmö Arena                   | Tweede halve finale |
| 16 februari 2019 | Leksand           | Tegera Arena                  | Derde halve finale  |
| 23 februari 2019 | Lidköping         | Sparbanken Lidköping Arena    | Vierde halve finale |
| 2 maart 2019     | Nyköping          | Rosvalla Nyköping Eventcenter | Tweedekansronde     |
| 9 maart 2019     | Solna (Stockholm) | Friends Arena                 | Finale              |

## Melodifestivalen 2019

### Eerste halve finale
2 februari 2019
| Plaats | Artiest                   | Lied               | Punten | Stemmen   | Percentage |
| ------ | ------------------------- | ------------------ | ------ | --------- | ---------- |
| 1      | Wiktoria                  | Not with me        | 90     | 1.431.954 | 20,00%     |
| 2      | Mohombi                   | Hello              | 68     | 1.218.685 | 17,02%     |
| 3      | Anna Bergendahl           | Ashes to ashes     | 60     | 1.108.102 | 15,48%     |
| 4      | Nano                      | Chasing rivers     | 54     | 1.096.662 | 15,32%     |
| 5      | Zeana ft. Anis don Demina | Mina bränder       | 38     | 980.354   | 13,70%     |
| 6      | High15                    | No drama           | 19     | 814.839   | 11,38%     |
| 7      | Arja Saijonmaa            | Mina fyra årstider | 15     | 507.727   | 7,09%      |

Puntenverdeling
| Volg. | Lied               | 3–9 | 10–15 | 16–29 | 30–44 | 45–59 | 60–74 | 75+ | Tele | Totaal |
| ----- | ------------------ | --- | ----- | ----- | ----- | ----- | ----- | --- | ---- | ------ |
| 1     | Chasing rivers     | 4   | 8     | 8     | 6     | 6     | 6     | 10  | 6    | 54     |
| 2     | No drama           | 6   | 4     | 2     | 2     | 2     | 1     | 1   | 1    | 19     |
| 3     | Not with me        | 12  | 12    | 12    | 12    | 10    | 10    | 12  | 10   | 90     |
| 4     | Mina bränder       | 10  | 6     | 6     | 4     | 4     | 2     | 4   | 2    | 38     |
| 5     | Mina fyra årstider | 1   | 1     | 1     | 1     | 1     | 4     | 2   | 4    | 15     |
| 6     | Hello              | 8   | 10    | 10    | 10    | 8     | 8     | 6   | 8    | 68     |
| 7     | Ashes to ashes     | 2   | 2     | 4     | 8     | 12    | 12    | 8   | 12   | 60     |

### Tweede halve finale
9 februari 2019
| Plaats | Artiest             | Lied           | Punten | Stemmen   | Percentage |
| ------ | ------------------- | -------------- | ------ | --------- | ---------- |
| 1      | Hanna Ferm & Liamoo | Hold you       | 94     | 1.531.720 | 21,90%     |
| 2      | Malou Prytz         | I do me        | 76     | 1.233.974 | 17,64%     |
| 3      | Vlad Reiser         | Nakna i regnet | 52     | 991.531   | 14,18%     |
| 4      | Andreas Johnson     | Army of us     | 52     | 973.171   | 13,92%     |
| 5      | Margaret            | Tempo          | 40     | 892.945   | 12,77%     |
| 6      | Jan Malmsjö         | Leva livet     | 15     | 630.359   | 9,01%      |
| 7      | Oscar Enestad       | I love it      | 15     | 739.501   | 10,57%     |

Puntenverdeling
| Volg. | Lied           | 3–9 | 10–15 | 16–29 | 30–44 | 45–59 | 60–74 | 75+ | Tele | Totaal |
| ----- | -------------- | --- | ----- | ----- | ----- | ----- | ----- | --- | ---- | ------ |
| 1     | Army of us     | 4   | 2     | 6     | 8     | 10    | 10    | 4   | 8    | 52     |
| 2     | I do me        | 12  | 10    | 10    | 10    | 8     | 8     | 8   | 10   | 76     |
| 3     | I love it      | 2   | 4     | 2     | 2     | 2     | 1     | 1   | 1    | 15     |
| 4     | Leva livet     | 1   | 1     | 1     | 1     | 1     | 2     | 6   | 2    | 15     |
| 5     | Nakna i regnet | 8   | 8     | 8     | 4     | 4     | 4     | 10  | 6    | 52     |
| 6     | Hold you       | 10  | 12    | 12    | 12    | 12    | 12    | 12  | 12   | 94     |
| 7     | Tempo          | 6   | 6     | 4     | 6     | 6     | 6     | 2   | 4    | 40     |

### Derde halve finale
16 februari 2019
| Plaats | Artiest               | Lied                | Punten | Stemmen   | Percentage |
| ------ | --------------------- | ------------------- | ------ | --------- | ---------- |
| 1      | Jon Henrik Fjällgren  | Norrsken (Goeksegh) | 80     | 1.112.548 | 17,76%     |
| 2      | Lina Hedlund          | Victorious          | 76     | 1.051.399 | 16,78%     |
| 3      | Rebecka Karlsson      | Who I am            | 70     | 1.059.419 | 16,91%     |
| 4      | Martin Stenmarck      | Låt skiten brinna   | 46     | 862.017   | 13,76%     |
| 5      | Dolly Style           | Habibi              | 40     | 819.062   | 13,07%     |
| 6      | Omar Rudberg          | Om om och om igen   | 19     | 722.215   | 11,53%     |
| 7      | The Lovers of Valdaro | Somebody wants      | 13     | 637.917   | 10,18%     |

Puntenverdeling
| Volg. | Lied                | 3–9 | 10–15 | 16–29 | 30–44 | 45–59 | 60–74 | 75+ | Tele | Totaal |
| ----- | ------------------- | --- | ----- | ----- | ----- | ----- | ----- | --- | ---- | ------ |
| 1     | Somebody wants      | 2   | 1     | 1     | 1     | 4     | 2     | 1   | 1    | 13     |
| 2     | Habibi              | 12  | 6     | 2     | 6     | 2     | 4     | 4   | 4    | 40     |
| 3     | Låt skiten brinna   | 6   | 2     | 4     | 4     | 6     | 8     | 8   | 8    | 46     |
| 4     | Victorious          | 10  | 8     | 8     | 12    | 12    | 10    | 10  | 6    | 76     |
| 5     | Om om och om igen   | 1   | 4     | 6     | 2     | 1     | 1     | 2   | 2    | 19     |
| 6     | Who I am            | 8   | 12    | 10    | 10    | 8     | 6     | 6   | 10   | 70     |
| 7     | Norrsken (Goeksegh) | 4   | 10    | 12    | 8     | 10    | 12    | 12  | 12   | 80     |

### Vierde halve finale
23 februari 2019
| Plaats | Artiest           | Lied                | Punten | Stemmen   | Percentage |
| ------ | ----------------- | ------------------- | ------ | --------- | ---------- |
| 1      | John Lundvik      | Too late for love   | 86     | 1.465.231 | 21,58%     |
| 2      | Bishara           | On my own           | 84     | 1.497.326 | 22,05%     |
| 3      | Lisa Ajax         | Torn                | 56     | 1.166.263 | 17,18%     |
| 4      | Arvingarna        | I do                | 54     | 895.957   | 13,20%     |
| 5      | Ann-Louise Hanson | Kärleken finns kvar | 25     | 583.995   | 8,60%      |
| 6      | Anton Hagman      | Känner dig          | 21     | 601.113   | 8,85%      |
| 7      | Pagan Fury        | Stormbringer        | 18     | 579.502   | 8,54%      |

Puntenverdeling
| Volg. | Lied                | 3–9 | 10–15 | 16–29 | 30–44 | 45–59 | 60–74 | 75+ | Tele | Totaal |
| ----- | ------------------- | --- | ----- | ----- | ----- | ----- | ----- | --- | ---- | ------ |
| 1     | Stormbringer        | 2   | 1     | 1     | 4     | 4     | 2     | 2   | 2    | 18     |
| 2     | Känner dig          | 6   | 6     | 4     | 1     | 1     | 1     | 1   | 1    | 21     |
| 3     | Torn                | 10  | 10    | 8     | 8     | 6     | 4     | 6   | 4    | 56     |
| 4     | I do                | 4   | 4     | 6     | 6     | 8     | 10    | 8   | 8    | 54     |
| 5     | On my own           | 12  | 12    | 12    | 10    | 10    | 8     | 10  | 10   | 84     |
| 6     | Kärleken finns kvar | 1   | 2     | 2     | 2     | 2     | 6     | 4   | 6    | 25     |
| 7     | Too late for love   | 8   | 8     | 10    | 12    | 12    | 12    | 12  | 12   | 86     |

### Tweedekansronde
2 maart 2019
| Duel | Artiest          | Lied              | Punten | Stemmen   | Percentage |
| ---- | ---------------- | ----------------- | ------ | --------- | ---------- |
| 1    | Anna Bergendahl  | Ashes to ashes    | 8      | 1.174.531 | 62,89%     |
| 1    | Andreas Johnson  | Army of us        | 0      | 639.105   | 37,11%     |
|      |                  |                   |        |           |            |
| 2    | Nano             | Chasing rivers    | 7      | 1.147.998 | 61,66%     |
| 2    | Vlad Reiser      | Nakna i regnet    | 1      | 713.742   | 38,34%     |
|      |                  |                   |        |           |            |
| 3    | Lisa Ajax        | Torn              | 7      | 1.116.086 | 62,42%     |
| 3    | Martin Stenmarck | Låt skiten brinna | 1      | 671.850   | 37,58%     |
|      |                  |                   |        |           |            |
| 4    | Arvingarna       | I do              | 6      | 933.069   | 54,04%     |
| 4    | Rebecka Karlsson | Who I am          | 2      | 793.704   | 45.96%     |

Puntenverdeling
| Volg. | Lied              | 3–9 | 10–15 | 16–29 | 30–44 | 45–59 | 60–74 | 75+ | Tele | Totaal |
| ----- | ----------------- | --- | ----- | ----- | ----- | ----- | ----- | --- | ---- | ------ |
| 1.1   | Army of us        |     |       |       |       |       |       |     |      | 0      |
| 1.2   | Ashes to ashes    | ✔   | ✔     | ✔     | ✔     | ✔     | ✔     | ✔   | ✔    | 8      |
|       |                   |     |       |       |       |       |       |     |      |        |
| 2.1   | Nakna i regner    | ✔   |       |       |       |       |       |     |      | 1      |
| 2.2   | Chasing rivers    |     | ✔     | ✔     | ✔     | ✔     | ✔     | ✔   | ✔    | 7      |
|       |                   |     |       |       |       |       |       |     |      |        |
| 3.1   | Låt skiten brinna |     |       |       |       |       | ✔     |     |      | 1      |
| 3.2   | Torn              | ✔   | ✔     | ✔     | ✔     | ✔     |       | ✔   | ✔    | 7      |
|       |                   |     |       |       |       |       |       |     |      |        |
| 4.1   | Who I am          | ✔   | ✔     |       |       |       |       |     |      | 2      |
| 4.2   | I do              |     |       | ✔     | ✔     | ✔     | ✔     | ✔   | ✔    | 6      |

### Finale

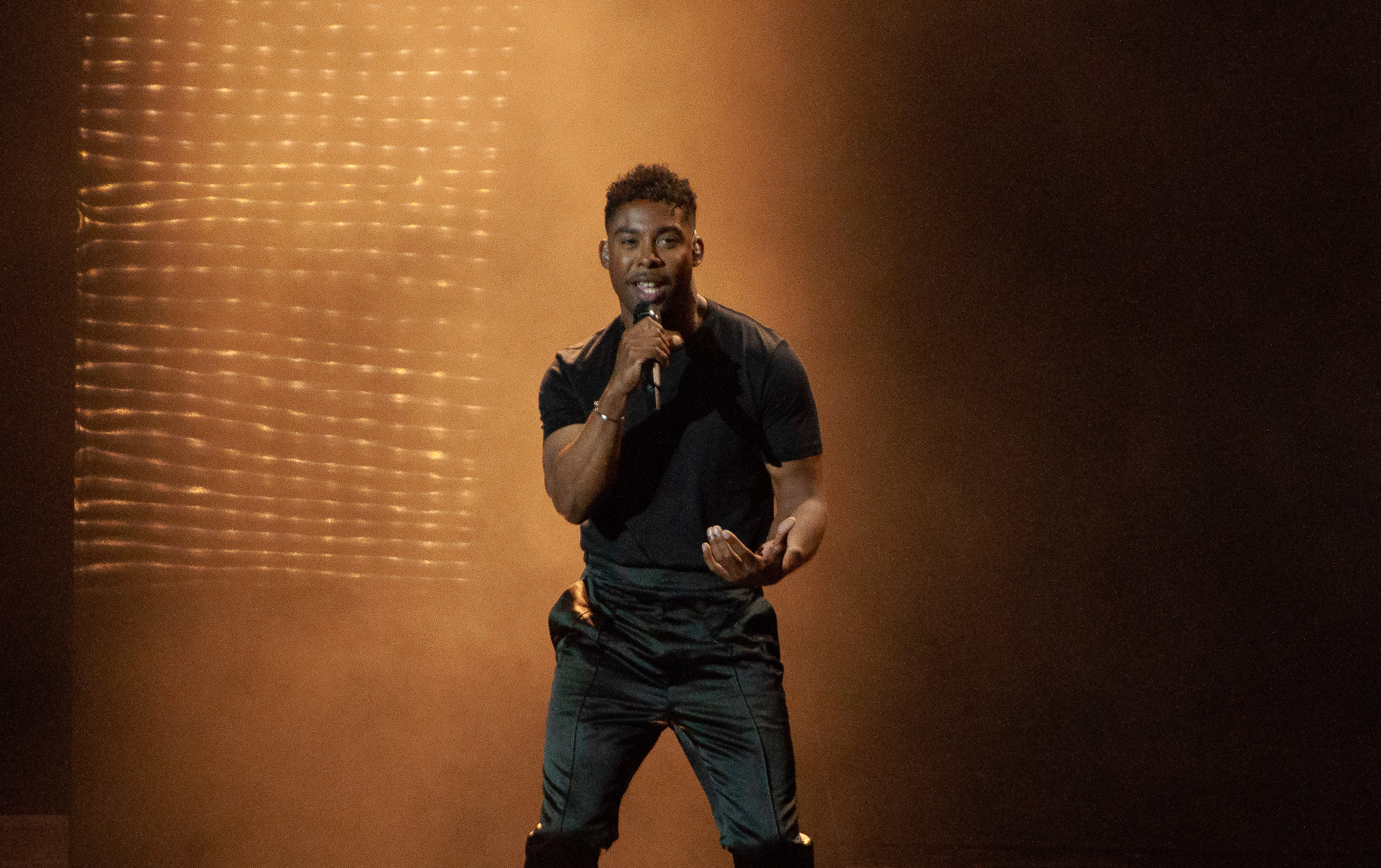
John Lundvik tijdens het zingen van zijn Too Late for Love

9 maart 2019
| Plaats | Artiest              | Lied                | Jury | Publiek | Totaal |
| ------ | -------------------- | ------------------- | ---- | ------- | ------ |
| 1      | John Lundvik         | Too late for love   | 96   | 85      | 181    |
| 2      | Bishara              | On my own           | 38   | 69      | 107    |
| 3      | Hanna Ferm & Liamoo  | Hold you            | 48   | 59      | 107    |
| 4      | Jon Henrik Fjällgren | Norrsken (Goeksegh) | 19   | 55      | 74     |
| 5      | Mohombi              | Hello               | 32   | 42      | 74     |
| 6      | Arvingarna           | I do                | 27   | 37      | 64     |
| 7      | Wiktoria             | Not with me         | 36   | 28      | 64     |
| 8      | Nano                 | Chasing rivers      | 54   | 10      | 64     |
| 9      | Lisa Ajax            | Torn                | 39   | 23      | 62     |
| 10     | Anna Bergendahl      | Ashes to ashes      | 20   | 36      | 56     |
| 11     | Lina Hedlund         | Victorious          | 32   | 8       | 40     |
| 12     | Malou Prytz          | I do me             | 23   | 12      | 35     |

Puntenverdeling jury
| Volg. | Lied                | Por | Oos | Aus | Cyp | Fra | Fin | VK | Isr | Totaal |
| ----- | ------------------- | --- | --- | --- | --- | --- | --- | -- | --- | ------ |
| 1     | Norrsken (Goeksegh) | 1   |     | 8   | 1   | 1   |     | 8  |     | 19     |
| 2     | Torn                | 6   | 10  | 2   | 3   | 5   | 6   | 1  | 6   | 39     |
| 3     | Hello               | 5   | 2   | 7   | 7   | 2   |     | 4  | 5   | 32     |
| 4     | Victorious          | 3   | 8   |     | 4   |     | 4   | 3  | 10  | 32     |
| 5     | On my own           | 7   | 1   | 3   | 6   | 10  | 10  |    | 1   | 38     |
| 6     | Ashes to ashes      |     |     |     | 2   |     | 5   | 6  | 7   | 20     |
| 7     | Chasing rivers      | 10  | 4   | 10  | 8   | 7   | 2   | 5  | 8   | 54     |
| 8     | Hold you            | 8   | 6   | 6   | 5   | 6   | 7   | 7  | 3   | 48     |
| 9     | I do me             | 4   | 5   | 5   |     | 4   | 1   | 2  | 2   | 23     |
| 10    | Too late for love   | 12  | 12  | 12  | 12  | 12  | 12  | 12 | 12  | 96     |
| 11    | Not with me         | 2   | 3   | 1   | 10  | 8   | 8   |    | 4   | 36     |
| 12    | I do                |     | 7   | 4   |     | 3   | 3   | 10 |     | 27     |

Puntenverdeling publiek
| Volg. | Lied                | 3–9 | 10–15 | 16–29 | 30–44 | 45–59 | 60–74 | 75+ | Tele | Totaal | Stemmen   | Percentage |
| ----- | ------------------- | --- | ----- | ----- | ----- | ----- | ----- | --- | ---- | ------ | --------- | ---------- |
| 1     | Norrsken (Goeksegh) | 8   | 4     | 7     | 6     | 5     | 7     | 8   | 10   | 55     | 1.398.299 | 8,87%      |
| 2     | Torn                | 7   | 7     | 4     | 2     |       |       | 3   |      | 23     | 1.164.997 | 7,93%      |
| 3     | Hello               | 10  | 6     | 5     | 8     | 3     | 1     | 5   | 4    | 42     | 1.349.171 | 8,56%      |
| 4     | Victorious          | 2   |       |       | 1     | 2     | 3     |     |      | 8      | 883.187   | 5,60%      |
| 5     | On my own           | 12  | 12    | 10    | 7     | 7     | 5     | 10  | 6    | 69     | 1.719.337 | 10,91%     |
| 6     | Ashes to ashes      |     |       |       | 5     | 10    | 10    | 4   | 7    | 36     | 1.143.408 | 7,26%      |
| 7     | Chasing rivers      | 3   | 2     | 1     |       | 1     | 2     |     | 1    | 10     | 951.266   | 6,04%      |
| 8     | Hold you            | 6   | 10    | 8     | 10    | 8     | 6     | 6   | 5    | 59     | 1.592.988 | 10,11%     |
| 9     | I do me             | 4   | 3     | 2     |       |       |       | 1   | 2    | 12     | 1.010.600 | 6,41%      |
| 10    | Too late for love   | 5   | 8     | 12    | 12    | 12    | 12    | 12  | 12   | 85     | 2.211.811 | 14,04%     |
| 11    | Not with me         | 1   | 5     | 6     | 3     | 4     | 4     | 2   | 3    | 28     | 1.173.276 | 7,45%      |
| 12    | I do                |     | 1     | 3     | 4     | 6     | 8     | 7   | 8    | 37     | 1.159.376 | 7,36%      |

## In Tel Aviv
Zweden was een grote favoriet voor de winst. Ze traden aan in de tweede halve finale als achtste, na Denemarken en voor Oostenrijk. Hij werd er derde, genoeg om naar de finale te gaan. In de finale trad Zweden als negende op, na Noord-Macedonië en voor het duo uit Slovenië. John eindigde als vijfde met 334 punten. 241 punten waren van de jury's, 93 van de televoters.